# Shi Zhiyong
Shi Zhiyong (n. 10 februarie 1980, Longyan⁠(d), Republica Populară Chineză) este un halterofil ce a reprezentat Republica Populară Chineză, medaliat olimpic. A participat la 3 ediții ale Jocurilor Olimpice (2004, 2008, 2016) în care a câștigat o medalie de aur.